# Auguste Choisy

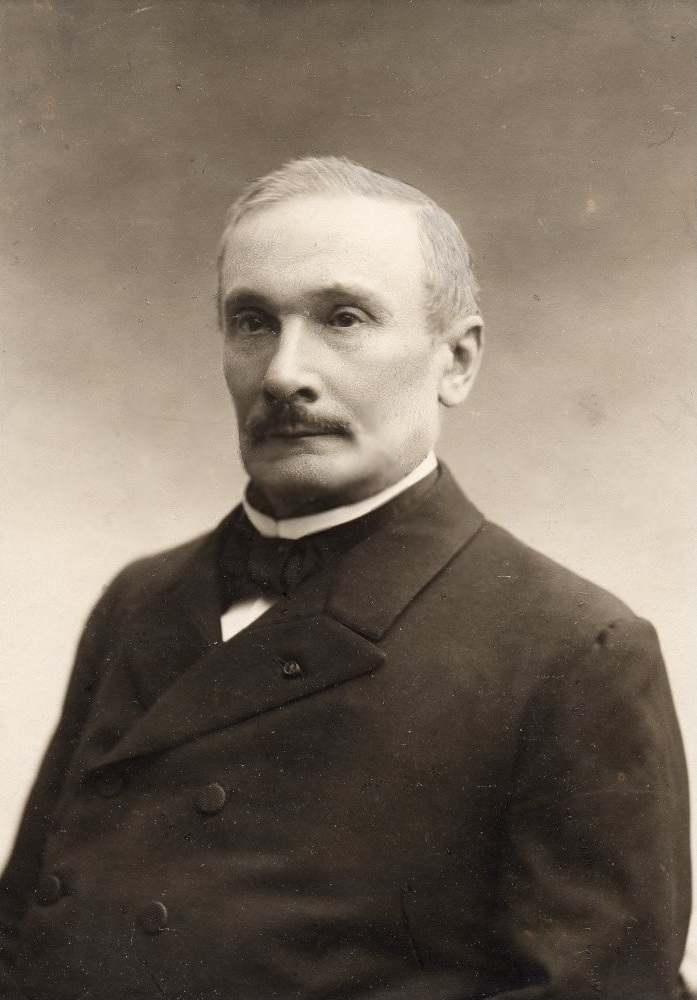
Auguste Choisy

Auguste Choisy (7 februari 1841 – 18 september 1909) was een architectuurhistoricus en auteur van  Histoire de l'Architecture. 
Choisy werd geboren in Vitry-le-François.  Hij was hoogleraar in architectuur op de École Nationale des Ponts et Chaussées van 1877 tot 1901. In 1904 won hij de Royal Gold Medal van het RIBA. 
Erg belangrijk voor de studie Voor de kennis van Griekse architectuur was zijn bijdrage, "Le pictoresque et l'art grec" (hoofdstuk in Histoire de l'Architecture). Choisy stierf op 68-jarige leeftijd, in Parijs.

## Boeken door Auguste Choisy
- L'art de bâtir chez les romains 1873
- L'art de bâtir chez les byzantins 1883
- Histoire de l'Architecture (The history of architecture) 1899 (twee boeken)
- L'Art de bâtir chez les Égyptiens 1904